# ناحیه برین، میشیگان
ناحیه برین (به انگلیسی: Berrien Township) یک منطقهٔ مسکونی در ایالات متحده آمریکا است که در شهرستان برین، میشیگان واقع شده‌است.
 ناحیه برین ۹۵٫۳ کیلومتر مربع مساحت و ۵٬۰۲۷ نفر جمعیت دارد و ۲۴۰ متر بالاتر از سطح دریا واقع شده‌است.